# トレド戦争

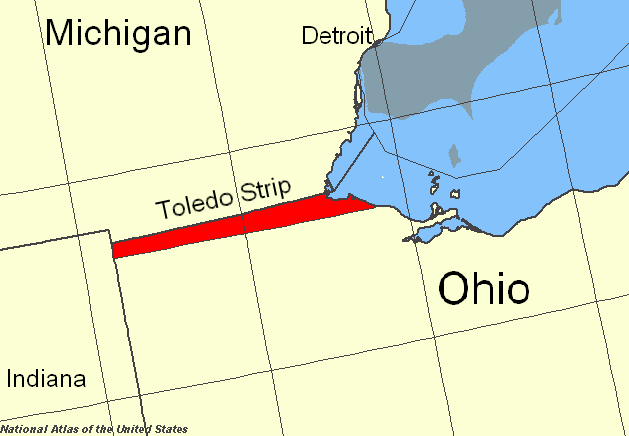
紛争地域「トレド・ストリップ」の地図

トレド戦争（トレドせんそう、英語:Toledo War）、またはオハイオ＝ミシガン戦争は、1835年から1836年に起こった、アメリカ合衆国オハイオ州と隣接するミシガン準州の間の無血の境界紛争。
この紛争は、1787年から1805年までの間に可決された、矛盾する州と連邦の立法行為のさまざまな解釈に由来し、言い換えればそれは主として五大湖地域のある一定の特徴を持つ状況の乏しい理解から生じた。これは、現在トレド・ストリップとして知られる境界沿いの468平方マイル (1,210 km²)の細長い地域をめぐる主権を、オハイオとミシガンの両政府が主張した原因となった。1830年代前半にミシガンが州制に向けて進んだ時、その境界内の係争中の領土が含まれていると見られたが、オハイオの議会代表団は、ミシガンの合衆国への加入を止めることができた。
1835年初頭には、どちらの側も他方の降伏を強いることを意味した法律を可決した。オハイオのロバート・ルーカス知事と、ミシガンの当時24歳の「青年知事」のスティーヴンス・メイソンは、どちらも係争地域の権限を譲ることを嫌がり、彼らは民兵組織を立ち上げ、一方の州当局に従った市民に刑事罰を設けるのを助けた。両方の民兵はトレド（トリード）近くのモーミー川の両側の位置に動員されて対峙したが、お互いのけなし合い以外にはほとんど相互の影響はなかった。この「戦争」の唯一の軍事的対立は、一人の犠牲者も出さずに、空砲が撃たれたという報告で終了した。
1836年12月、極度の財政危機に直面していたミシガン準州政府は、アメリカ合衆国議会とアンドリュー・ジャクソン大統領の圧力のもとに土地を諦め、議会で採択された決議案を受け入れた。その譲歩の結果、ミシガンは、その州制とアッパー半島のおよそ4分の3と引き換えに、ストリップへの主権を諦めた。当時この譲歩はミシガンにとって乏しい成果と考えられたが、その後、アッパー半島で銅と鉄の鉱床が発見されたこと、豊富な木材資源はストリップの損失を埋め合わせて余りあるものとなった。

## 起源

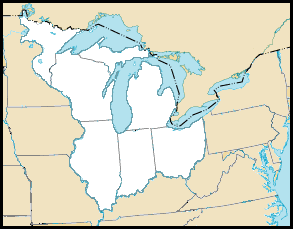
北西部条例で合衆国議会により創設された北西部領土の地図。現在の州の境界と、ミシガン湖とエリー湖の間の正しい位置関係を示している

1787年、連合会議は北西部条例を制定し、現在のアメリカ合衆国中西部の北に北西部領土を作った。この条例は、領土は最終的に「3以上5以下の」将来の州に分割されると明確に述べた。これらの三つの州の南北の境界は、「ミシガン湖の南にある湾または南端を通る東西の線」と決められた。

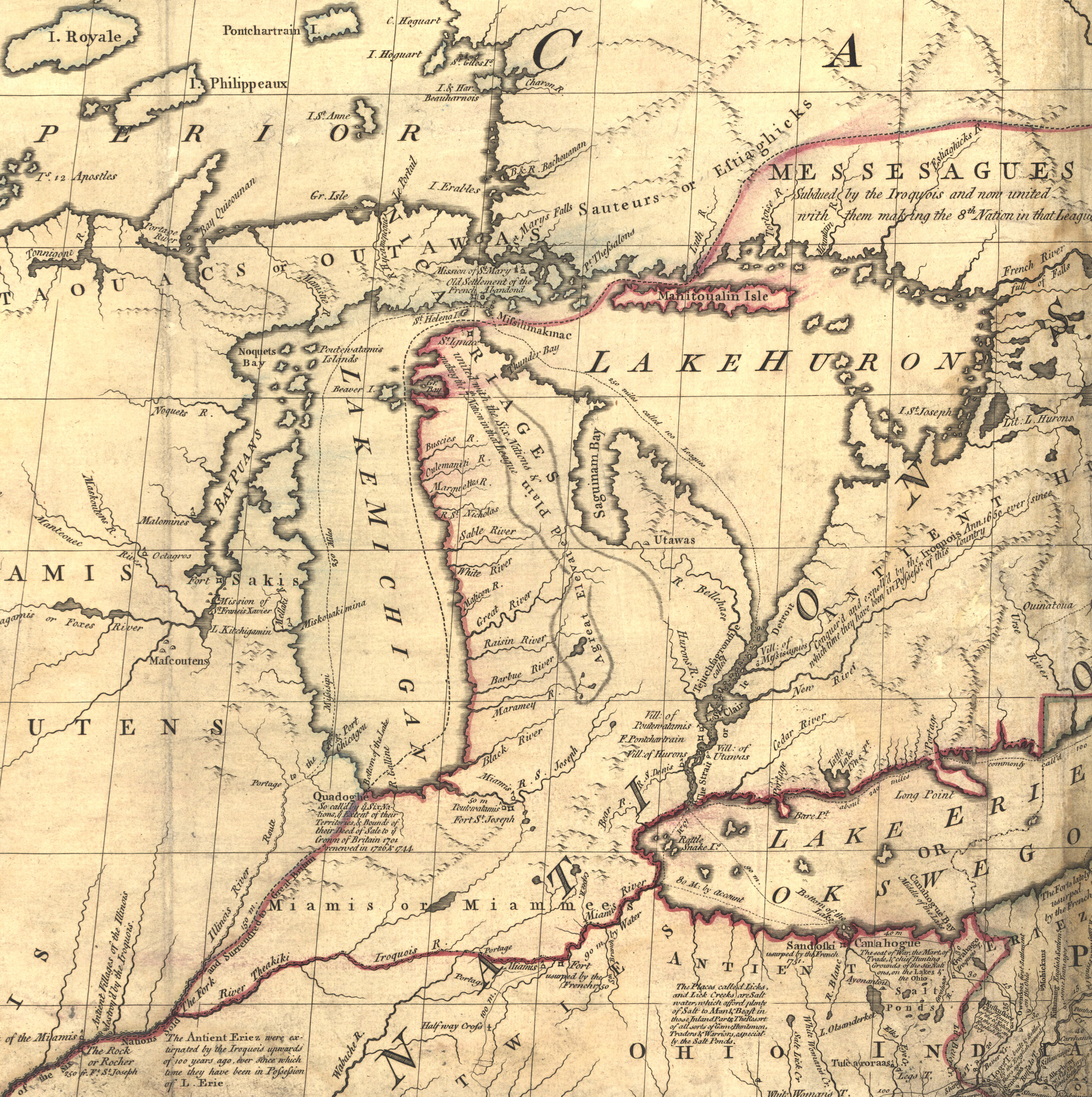
18世紀後半の地域の「ミッチェル地図」。1787年の北西部条例線を作るのに使用された。ミシガン湖の南端が、エリー湖よりもはるか北に位置するものと描かれていることに注意

当時、この南端の正確な位置はまだ不明であった。この時代にもっとも多く参照された地図の「ミッチェル地図」は、それをデトロイト川の河口近くの緯度に置いていた。この地図でミシガン湖の南端から東西に線を引くと、ペンシルベニアの西のエリー湖の海岸線全体が、将来オハイオになる州に帰属するであろう事を意味していた。オハイオに合衆国の州になる過程を開始する権限を与えた1802年授権法を議会が可決した際には、オハイオの北の境界を定義する言葉は、北西部条例で使用されたそれと若干異なった。それによると境界は「ミシガン湖の南端を通る東西の線で、それがエリー湖、もしくは（カナダとの）領土の境界線と交わるものとするまで東に走る。そこから同様に、エリー湖を通って前述のペンシルベニアの境界まで」とされた。
アメリカ合衆国とカナダの間の領土の境界線は、エリー湖の中央を通ってデトロイト川を上って走っていた。このため、ミシガン湖の南端の場所に関する広く行き渡った通念と相俟って、1802年オハイオ州憲法の立案者らは、それはオハイオの北の境界は確かにモーミー川の河口の、さらに場合によってはデトロイト川の河口の北にあるものとする議会の意向であると信じた。これによって、オハイオはペンシルベニアの西のエリー湖の海岸線ほとんど、またはすべてへのアクセスを与えられるだろうし、また北西部領土から分割された他のどの新しい州も、ミシガン湖、ヒューロン湖、スペリオル湖経由で五大湖地域にアクセスしていただろう。
1802年のオハイオ憲法制定会議の間、オハイオの代表団は、ミシガン湖はこれまで信じられていたよりも（つまり地図にされていたよりも）はるかに南まで伸びているという毛皮罠猟師からの報告を受けたと言われている。従って、ミシガン湖の南端から東に伸びる東西の線は、モーミー湾の東のどこかのエリー湖と交差し、さらに悪い場合は、まったくエリー湖と交差しないかもしれない可能性が出てきた。ミシガン湖の南端が南に下りるほど、オハイオの得る土地は少なくなり、恐らくペンシルベニアの西のエリー湖の海岸線全体すらも得られないかもしれなかった。
この不測の事態に当たり、オハイオの代表団はその憲法草案に、もしもミシガン湖の位置についての罠猟師の報告が真実であるならば、州の境界線はエリー湖と交差するために若干北東に傾くだろうことを考慮し、「マイアミ湾（モーミー湾）の最北の岬」で交差するという条項を含めた。この条項は、モーミー川の水路の大部分とペンシルベニアの西のエリー湖の南岸すべてがオハイオの手に入るだろうことを補償した。この規定を含めた憲法草案は合衆国議会に受け入れられたが、しかし1803年2月にオハイオが連邦に加入する前に、この憲法草案は議会の委員会に拒否された。委員会の報告では、北の境界を定義した条項が「未だ解明されていない事実」（ミシガン湖の南端の場所）に基づいていて、委員は「現時点で条項に取り入れる必要はないと考えた」と述べられた。
1805年に議会がミシガン準州を創設した時は、その南の境界を定義するのに北西部条例の言葉が用いられ、そのためオハイオの州の憲法のそれとは異なった。この違いにより起こりえる悪影響は、当時は完全に見過ごされたが、30年後に発生する紛争の法的な根拠を作り上げた。

## 「トレド・ストリップ」の誕生

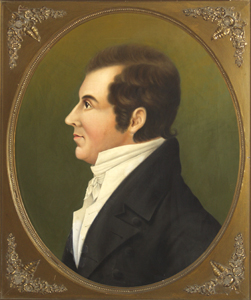
「ハリス線」測量を委託した、元オハイオ知事で合衆国測量長官のエドワード・ティフィン

境界の位置は1800年代前半の間ずっと議論された。ポート・オブ・マイアミ（後のトレド）の居住者は、境界の問題を解決するようオハイオ政府に催促した。オハイオ立法府もやはり、問題を取り上げるよう議会に陳情する決議と要求をたびたび可決した。1812年、議会は境界線の公式な測量の要求に同意した。米英戦争のために遅れてしまい、1816年のインディアナの連邦加入の後にやっと測量の実務が開始された。測量を任された合衆国測量長官のエドワード・ティフィンは、元オハイオ知事であった。

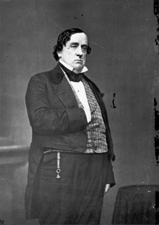
ミシガン準州知事ルイス・カス (1813–1831在任)

最終的に、北西部条例線だけではなく、1802年のオハイオ憲法で記述された境界線も測量するため、ティフィンは測量士ウィリアム・ハリスを雇用した。それが完了した時、「ハリス線」はモーミー川の河口を完全にオハイオ内に置いた。測量の結果が公にされた時、ミシガン準州知事のルイス・カスは、それが議会の同意を得た北西部条例線に基づいていないことに不満だった。ティフィンへの手紙の中でカスは、オハイオに偏った測量は「強者に力を与え、ただ弱者を弱くするだけだ」と書いた。
それに応じて、ミシガンは二度目の測量をジョン・A・フルトンに委託した。フルトンの測量は元々の1787年の北西部条例線に基づき、ミシガン湖からエリー湖まで東方への線を測量した後、オハイオの境界はモーミー川の河口の南にあることが分かった。ハリスとフルトンの測量の線の間の地域が、現在の「トレド・ストリップ」となった。このオハイオ北部とミシガン南部の間のリボンのような土地は、幅が5マイルから8マイルで、どちらの当局も主権を主張した。オハイオはその主張を譲るのを拒否した間に、その後数年間でミシガンは黙ってそこを占領し、そのエリアじゅうに地方政府を設置し、道路を建設し、税金を徴収した。

### 経済的重要性
トレド・ストリップとして知られる土地は、昔も今も商業的に重要なエリアである。鉄道産業が起こる前に、河川と運河はアメリカ中西部の主要な「商業の幹線道」であった。ストリップの小さいが重要な部分（現在のトレドとモーミー湾の周辺エリア）はグレート・ブラック・スワンプの範囲内にあり、このエリアは特に春と夏の降雨の後は、陸路の運送はほとんど不可能に近かった。エリー湖に流れこむ、モーミー川は大型の船舶にとって十分なものではなかったが、インディアナのフォートウェインへは容易に行く事が出来た。当時、一連の運河でミシシッピ川と五大湖を繋げる計画があった。1825年にオハイオ立法府に承認されたそのような運河網のひとつが、オハイオ川への接続とモーミー川を経由したエリー湖への流れを含む、マイアミ&エリー運河であった。
トレド・ストリップをめぐる紛争の間、1825年には東海岸のニューヨーク市と五大湖岸のバッファローとを結ぶエリー運河が完成し、たちまち交易と移住の主要ルートとなった。中西部産のトウモロコシとその他の農作物は、かつてのミシシッピ川沿いを行くルートよりもはるかに低コストで、東部の市場に運ぶことができた。さらに、入植者の中西部への移住は運河の完成の後に激しく増加し、バッファローのブームタウンのような現存する港湾都市が作られた。
エリー運河の成功は、他の多くの運河の計画を活気づけた。エリー湖の西端はインディアナとイリノイのフロンティアへの最短の陸路を提供したため、モーミー港は即座の重要性と多大な価値のある場所として見られた。デトロイトはエリー湖からデトロイト川を20マイル上ったところにあり、その南にはグレート・ブラック・スワンプの厳しい障壁に面した。このため、デトロイトはトレドに比べて、運河や後には道路のような、新たな流通の計画にあまり適していなかった。1820年代と1830年代の急激に発展する中西部へのこの観点から、両方の州がトレド・ストリップの土地を支配する事で得るものは大きかった。
また、トレド地域の西のストリップは、非常に水はけがよく肥沃なローム土で、農業に最適の場所であった。この地域は長い間、トウモロコシ、大豆、小麦の1エーカーあたりの産出率が高いことで特徴づけられている。ミシガンとオハイオのどちらも、戦略的にも経済的にも重要な港と裕福な地域となる運命のこの地を望んだ。

## 紛争の序章

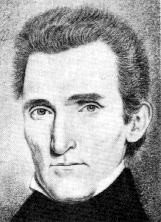
オハイオ知事ロバート・ルーカス (1832–1836在任)

1820年から1821年、連邦の土地測量隊は、ミシガンの進んだ南側の線と、オハイオの北側のそれの二つの指示で紛争が起こっている地域に到達した。理由は不明であるが、測量長官ティフィンは二つの測量隊に、ハリス線よりむしろ、北西部条例線（フルトン線）でとりまとめるよう要求し、恐らくオハイオのそれよりもミシガンの主張に暗黙の支援を貸した。こうして、彼らがミシガン準州の一部と見なした線の北に、町村が創設された。1820年代前半までに、発展している地域の人口は、州制への基準を満たす60,000人の最小人口の基準点に到達した。しかし、ミシガンが1833年に州憲法制定会議を開こうとしたとき、いまだ議論の絶えないトレド・ストリップのために議会は要求を却下した。

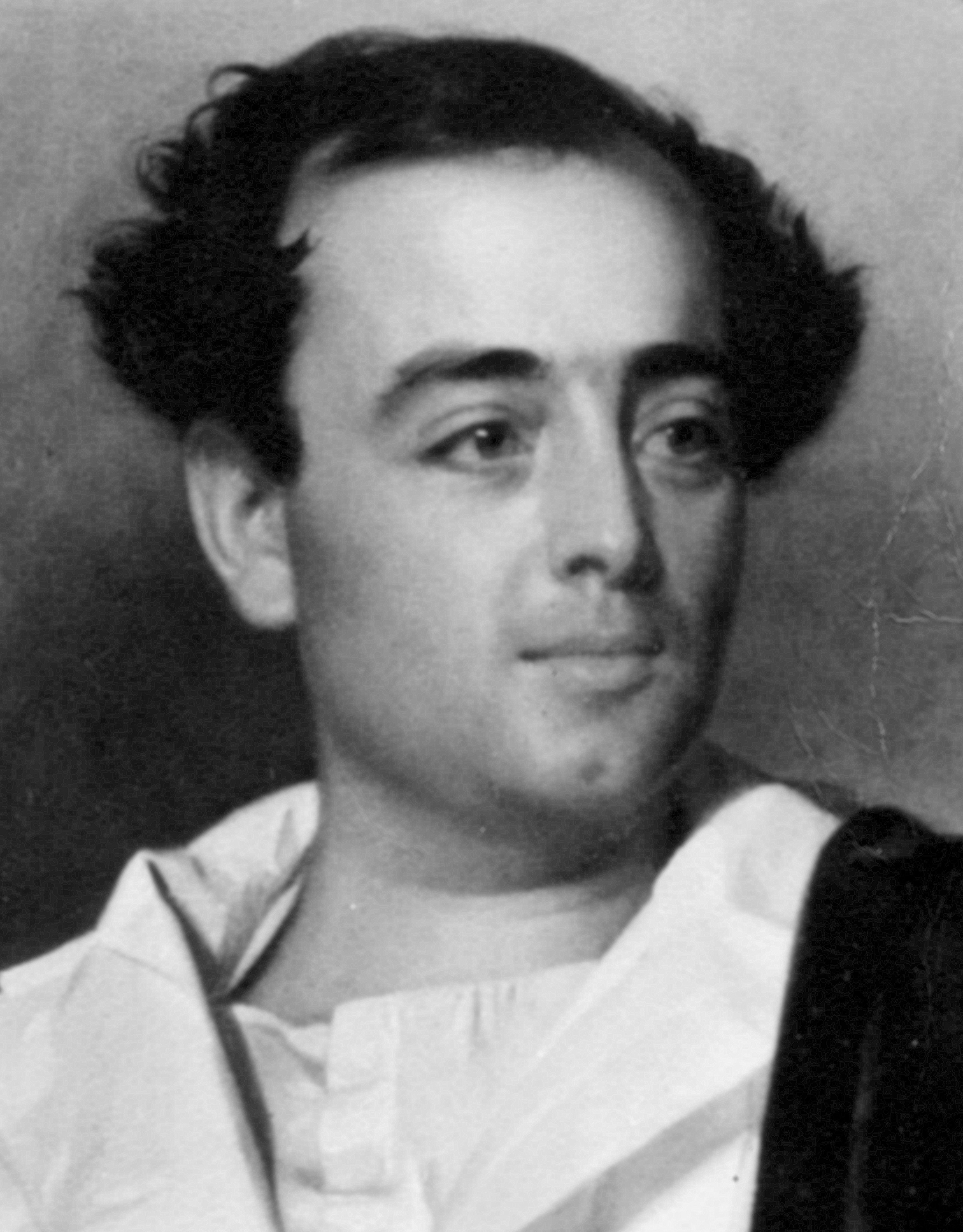
ミシガン準州知事スティーヴンス・メイソン(1832–1839在任)

オハイオは、境界はその憲法で確固として設定されたものであり、そのためミシガンの市民は単に侵入者であることを強く主張した。州政府はこの問題でミシガン準州と交渉する事を拒否した。オハイオの議会代表団は、ミシガンの州制の実現を阻むことに活発で、その他の州にミシガンに反対票を投じるよう根回しをした。1835年1月、この政治上の行き詰まりにイライラして、ミシガンの代理の準州知事スティーヴンス・メイソンは、議会のこのような州の憲法を権威づける授権法の承認への否決にもかかわらず、同年の5月に憲法制定会議を開くことを公表した。
1835年2月、オハイオはストリップに郡政府を設ける立法を可決した。トレドが置かれることになる郡は、同年の後半に、現職知事ロバート・ルーカスの名にちなんで名付けられ、これはミシガンとの大きくなっていた緊張をさらに悪化させる動きであった。また、この時期の間に、オハイオは、州の境界を正式にハリス線に設定する以前に否決された境界の法案を復活させるために、議会でのその力を使用しようと試みた。
若くて逆上したメイソン知事が率いるミシガンは、ルーカス郡が創設されたちょうど6日後に、刑罰法の可決で応じた。この法律は、ストリップにおいて政治活動を実施するオハイオ住民を刑事犯罪と見なし、$1,000以下の罰金および/または5年以下の重労働の禁固刑を課した。領地の最高司令官を務めていたメイソンは、オハイオの侵入者に対する行動をいつでもできるよう準備する指示とともに、ジョーゼフ・W・ブラウン准将を州の民兵の司令官に任命した。ルーカスは自らの民兵のための立法の承認を得て、すぐにストリップ地域に武力を派遣した。すでにトレド戦争は始まっていた。
当時マサチューセッツ選出の議員であった、元合衆国大統領のジョン・クィンシー・アダムズは、ミシガンの主張を支援した。1833年、議会がミシガンの会議の要求を否決した時、アダムズはは議論の中で彼の意見をまとめた。「すべての権利がはっきりと一方にあり、すべての力が圧倒的に他方にあるこんな議論は、私の知っている自分の人生の道筋の中で決してなかった」。

## 戦争

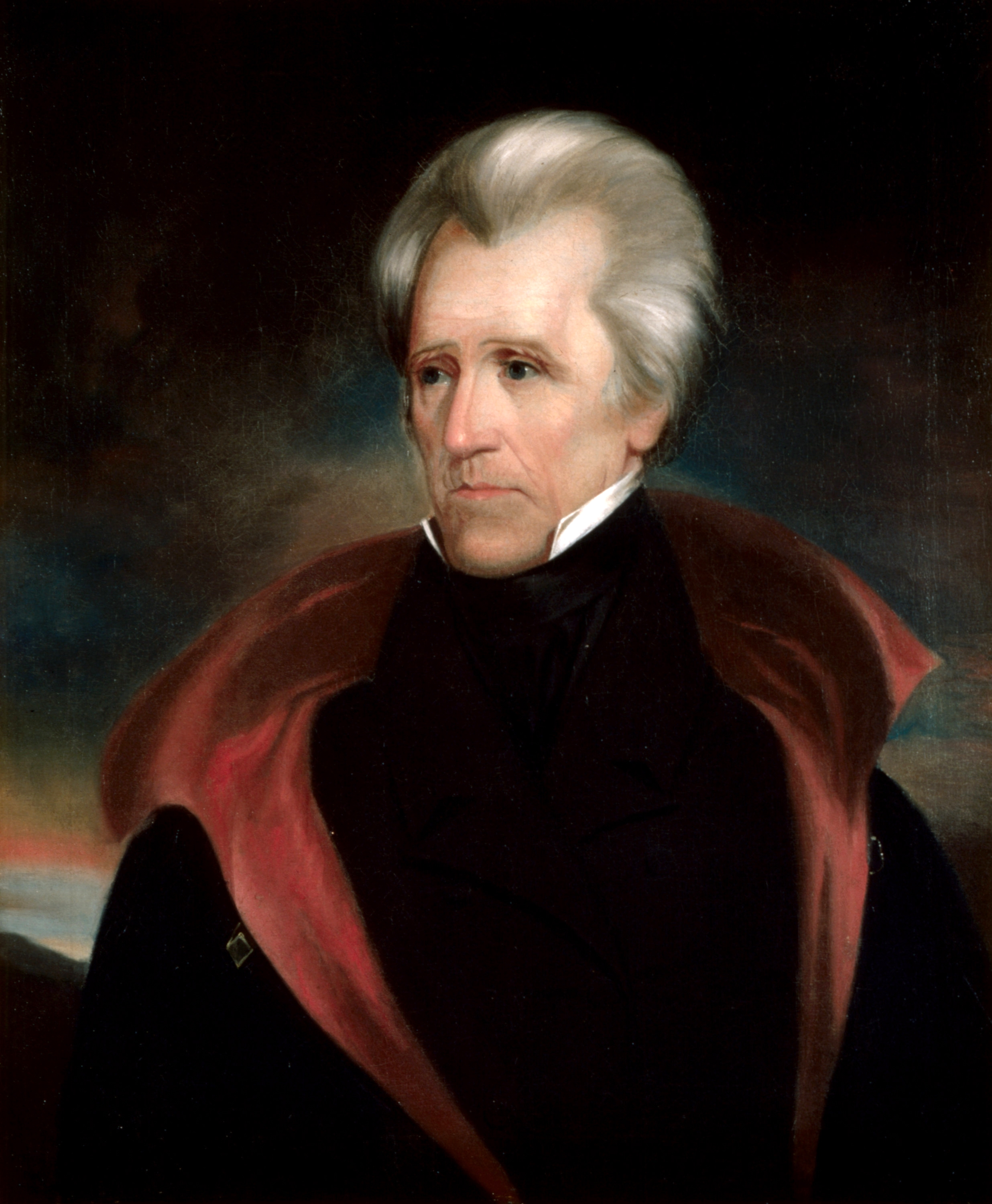
合衆国大統領アンドリュー・ジャクソン。彼は紛争中にオハイオ側に付いて、メイソンの知事職を解任した。

1835年3月31日、オハイオの民兵の最高司令官であったルーカス知事は、ジョン・ベル将軍と他のおよそ600名の完全武装した民兵団とともに、トレドの10マイル南西のオハイオ州ペリーズバーグに到着した。その後すぐに、メイソン知事とブラウン将軍がトレドの町を占拠するべくそれに適した約1,000名の武装兵とともに到着し、さらなる境界のマーキングの実施を止めるのと同様に、オハイオのトレド地域への侵攻を食い止めるつもりであった。

### 大統領の介入
武力による戦闘を防いで、その結果として起こる政治危機を逸らすための必死の試みで、合衆国大統領アンドリュー・ジャクソンは、司法長官ベンジャミン・バトラーに、境界紛争についての彼の法的な意見を求めた。当時、オハイオは連邦内で政治力を増していて、19名の合衆国下院議員と2名の上院議員がいた。 対照的に、いまだ準州であったミシガンは、1名の投票権のない代表者がいるだけだった。オハイオは大統領選挙において勝敗の決定的な鍵を握る州で、未熟な民主党にとってオハイオの選挙人投票を失う事は破滅的であっただろう。このために、ジャクソンは、彼の党の最良の利益は、トレド・ストリップをオハイオの一部とし続けることで役立つと計算した 。
ジャクソンがバトラーから受け取った答えは予期されないものだった。司法長官は、議会が指示しなければ、土地はまさしくミシガンに属すると主張した。これはジャクソンに、「戦争」の結果に大いに影響するであろう行動を取ることを彼に急がせた政治的ジレンマを与えた。

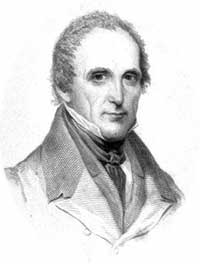
両知事に妥協案を提示したペンシルベニア選出のリチャード・ラッシュ

1835年4月3日、紛争を仲裁して両方の政府に妥協案を提示するために、ジャクソンはペンシルベニア選出のリチャード・ラッシュとメリーランド選出のベンジャミン・ハワードの2名の議員をワシントンD.C.からトレドに派遣した。4月7日に示された提案は、ハリス線を印につける再測量がミシガンによるさらなる中断なしで開始され、そして議会が決定的にこの問題を解決できるまで、影響を受ける地域の居住者は、彼ら自身の州もしくは準州の政府を選ぶ事ができることを勧めた。
ルーカスはこの提案にしぶしぶ同意し、議論に決着がつくことを信じて、彼の民兵を解除し始めた。3日後、地域における選挙がオハイオの法律のもとで行われた。しかし、メイソンはこの取引を拒否し、彼は起こりえる武力衝突のために準備をし続けた。
選挙中、オハイオの職員はミシガン当局によって悩ませられ、領域の居住者たちはもしオハイオの当局に従ったなら逮捕すると脅された。1835年4月8日、ミシガン準州モンロー郡の保安官がオハイオ支持のベンジャミン・スティックニー少佐の自宅を訪れた。ミシガン支持者とスティックニー家の最初の接触で、保安官は2名のオハイオ住民を、オハイオの選挙で投票したという理由で刑罰法に基づき逮捕した。

## フィリップス・コーナーズの戦い

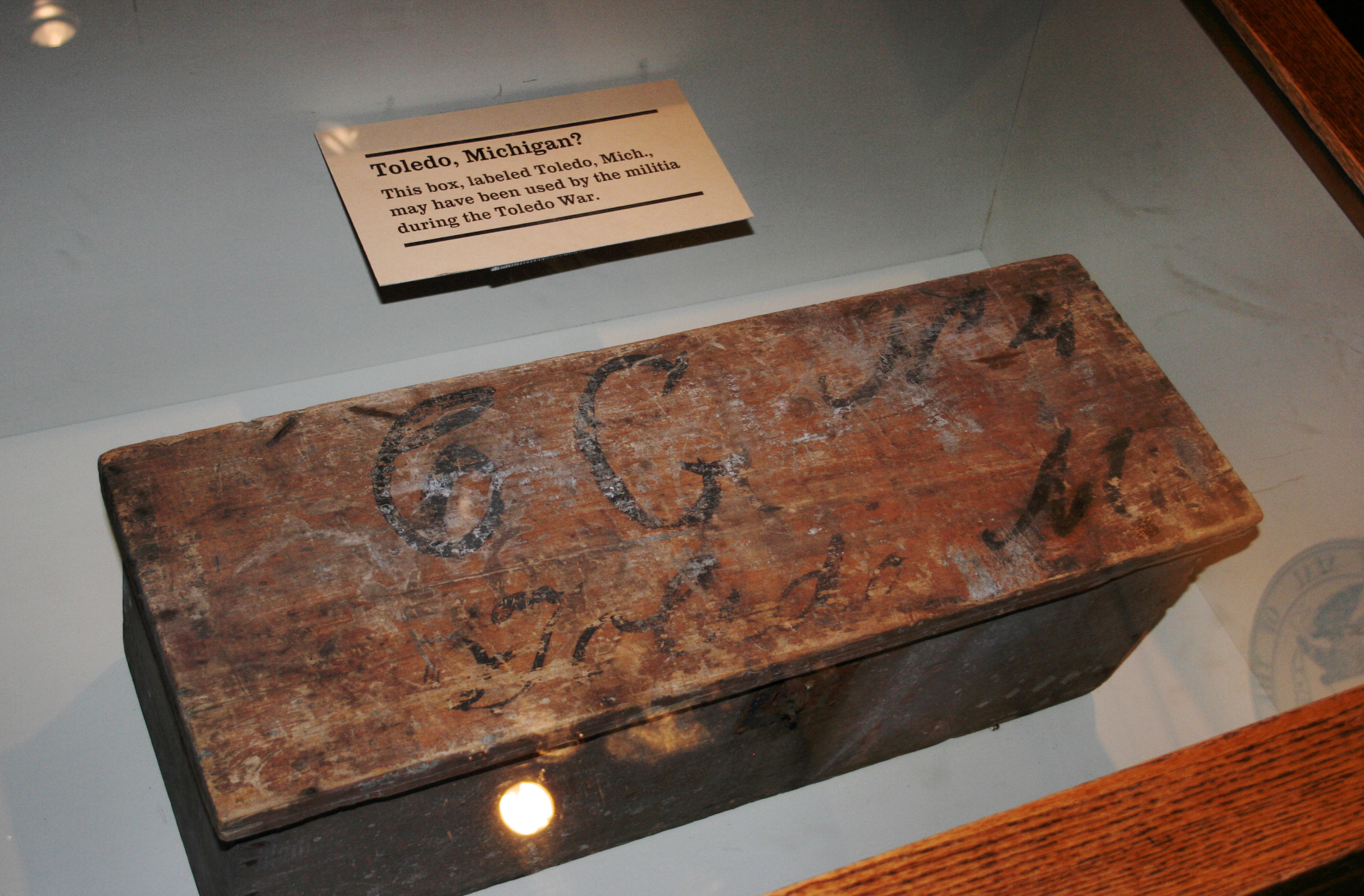
「ミシガン州トレド」と銘記された箱。トレド戦争中にミシガンの民兵が使用していたとされる

選挙の後、ルーカスは使節らの行動は状況を軽減したと信じ、彼はもう一度ハリス線をマークするべく測量士を派遣した。計画は順調だったが、1835年4月26日に現在フィリップス・コーナーズの戦いと呼ばれている大事件が起きた。この時、測量チームがブラウン将軍の5、60名の民兵に攻撃された。戦いの名前は、トレド戦争全体を指す類義語として時々使用される。

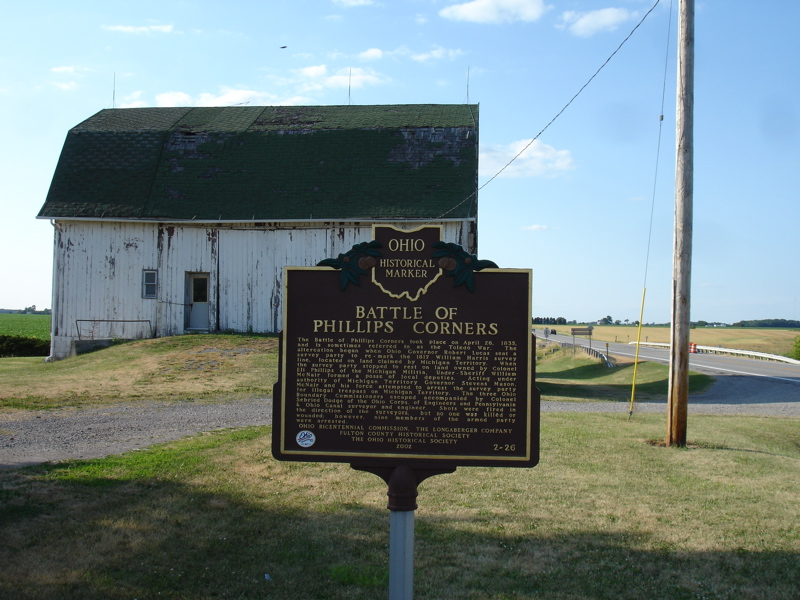
ミシガンとオハイオの間の境界紛争の一部であったフィリップス・コーナーの戦いのオハイオ歴史標識

測量チームは事件の後に、「安息日の恵み」を祝っている間にミシガンの民兵部隊が彼らに撤退を勧告した、とルーカスに手紙を宛てた。その次の追撃で、「敵から30発から50発の銃撃を受けた後にその地を離れなかった我々のうち9名は、捕虜として捕らえられてテカムセへと連行されました」。攻撃の詳細は真偽を問われている（ミシガンは銃撃はなく、オハイオの集団が撤退していた時に数丁のマスケット銃の弾を空中に発射しただけと主張した）が、この戦闘はオハイオ住民とミシガン住民の両方をさらに激怒させ、両者を全面戦争の寸前の状態に至らせた。

### 1835年夏の流血事件

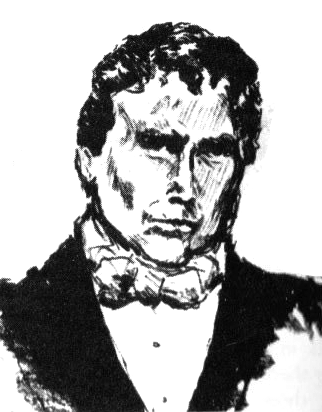
オハイオ住民トゥー・スティックニー。ミシガンの保安官代理に刺された、トレド戦争における唯一の重傷者

ミシガンの民兵がオハイオ住民に発砲したという申し立てに対応して、1835年6月8日、議論を呼ぶいくつかの法律を可決するため、ルーカスはオハイオの立法府の特別議会を招集した。それには、トレドをルーカス郡の郡庁所在地とする、都市に一般訴訟裁判所を設立する、地域からのオハイオ市民の強制的な拉致を防止する、立法の実行のために30万ドルの予算を用意する法律が含まれた。ミシガンの準州立法府は、民兵への資金として31万5000ドルの予算を割り当てることでこれに応じた。
1835年の5月と6月、ミシガンは二院制議会、最高裁判所、その他の機能する州政府が機能する要素を整えて、州憲法を起草した。しかし、 議会はまだミシガンの連邦への加入を許してもよい気にはならず、ジャクソン大統領は境界問題と「戦争」が解決されるまでミシガンの州制は拒否すると断言した。
ルーカスは、民兵の数を指揮することを彼の州兵長官サミュエル・アンドリュースに命じると、1万人の志願兵が戦う用意があると言われた。そのニュースは北に伝わった時に誇張されて、すぐ後にミシガンの地元の新聞は、ストリップに進入するオハイオの「百万」の軍に対し、「彼らを歓迎します、居心地の良い墓場に」と敢然と立ち向かった。
1835年の夏の間ずっと、両方の州政府は相手よりも一枚上手に出る慣習を続け、絶えず小衝突と逮捕が発生した。モンロー郡の市民はトレドで逮捕するために民警団に参加した。オハイオ支持者らは、嫌がらせに怒って、違反者を刑事訴追の目標にした。訴訟はただ蔓延しただけではなく、反対側からの報復的な訴訟の原因となった。両側の支持者らは、境界の警備を委任されたオハイオのウッド郡とミシガンのモンロー郡の保安官の経過を追うスパイの集団を組織した。
1835年7月15日、緊張と激情はついに溢れて血が流れた。ミシガンのモンロー郡保安官代理のジョーゼフ・ウッドは、ベンジャミン・スティックニー少佐を逮捕するためトレドへ行ったが、スティックニーと彼の3人の息子が抵抗し、家族全員が鎮圧され拘留された。もみ合いの間、少佐の息子トゥー・スティックニーがウッドをポケットナイフで刺し、南のオハイオへ逃亡した。ウッドの怪我は命にかかわるものではなかった。裁判のためトゥー・スティックニーをミシガンに引き渡すメイソンの要求をルーカスが拒否した時、メイソンはジャクソン大統領に手紙で助けを求め、この問題を合衆国最高裁判所に持ち込むことを提案した。しかし紛争の当時、最高裁判所が州の境界紛争を解決できるということは規定されておらず、ジャクソンはその申し出を断った。平和を求めて、再びオハイオの議会代表団を経由した連邦の介入を通じて、ルーカスは紛争を終わらせる彼自身の努力を始めた。
1835年8月、オハイオの議員の強い要請により、ジャクソン大統領はメイソンをミシガンの準州知事から解任し、その代理にジョン・"リトル・ジャック"・ホーナーを任命した。メイソンは、解任される前に、1,000名のミシガンの民兵部隊にトレドへの進入して、象徴的に重要な、オハイオ一般訴訟裁判所の最初の会議を阻止するよう命令した。この考えはミシガン居住者に人気があったが、その努力は失敗した。判事らは深夜の法廷を開き、オハイオの部隊が駐屯していたモーミー川の南へすぐに避難した。

### 「凍結した会議」とトレド戦争の終結
メイソンの後任のホーナーは知事として非常に人気がないことが分かり、彼の在職期間はとても短かった。居住者らは彼を嫌っている気持ちを表し、準州政府に就任する彼に野菜を投げつけた。1835年10月の選挙で、有権者は憲法草案に賛成し、人気のあるメイソンを州知事に選出した。同じ選挙ではアイザック・クラリーがミシガンの最初の合衆国下院議員に選ばれた。しかし、紛争のために、議会は彼の信任状の受理を拒否し、代わりに選挙で選ばれない代表者として席に座らせた。11月に州立法府に選ばれた2名の合衆国上院議員、ルーシャス・ライアンとジョン・ノーヴェルもまた、さらにぞんざいに扱われ、上院のギャラリーの見物人として席に座ることを許されただけだった。

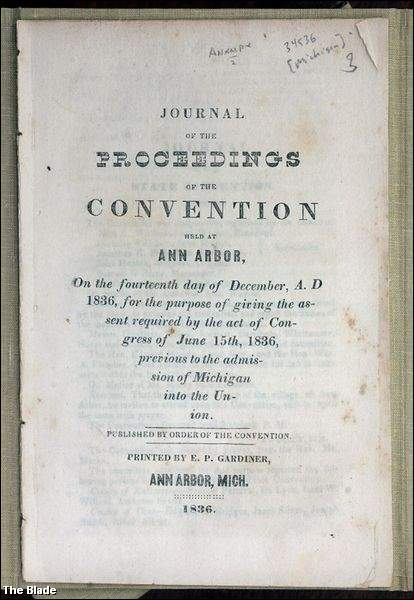
1836年ミシガン準州会議の議事録。しばしば「Frostbitten Convention」と呼ばれる

1836年6月15日、ジャクソンは、トレド・ストリップを譲渡した後にのみミシガンを州にすることを許可する法案に署名した。この譲歩と引き換えに、ミシガンはアッパー半島の西4分の3を与えられることになっていた（最東端の部分はすでに州の境界内に含まれていた）。ある部分でそのプライドのために、またある部分ではアッパー半島の辺ぴな荒れ地の見込まれていた無価値さのために、ミシガンのアナーバーで1836年9月に行われた特別議会は、この申し出を拒絶した。
時が経つにつれ、ミシガンは、民兵の高いコストのために、それ自体が深い財政危機にありほぼ破産に近い状態であることが分かった。政府は、合衆国財務省の40万ドルの剰余金がまさに各州に分配されようとしていたが、しかし準州政府に対してはないという認識によって、行動を急かされることとなった。準州政府のままのミシガンでは、その剰余金を受け取る資格はなかった。

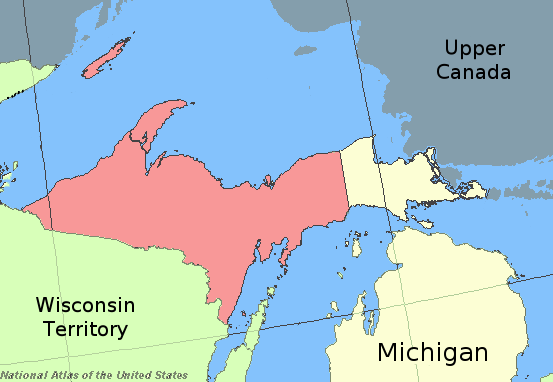
ミシガンのアッパー半島。議会は妥協案として、トレド・ストリップと引き換えに赤い地域をミシガン州に与える申し出をした

1836年12月14日のアナーバーでの二度目の会議で、「戦争」は非公式に終結した。代表団は、議会によって示された条件を受け入れる決議を可決した。しかし、会議の招集それ自体に議論がないわけではない。それは、個人的な呼び出し、陳情、市民集会などの盛り上がりのために初めて生じた。立法府が会議への招集に同意しなかったので、会議は不法であるとある者は言った。結果として、決議は拒否され、多くのミシガン居住者はこれをあざ笑った。議会は最終的にその解決を受け入れる前に、会議の合法性を問題にした。これらの要素のために、当時の長く続いた有名な寒波によることもあって、この出来事は後に「Frostbitten Convention」として知られるようになった。
1837年1月26日、ミシガンはトレド・ストリップを手に入れられなかったものの、合衆国の26番目の州として承認された。皮肉にも、1836年大統領選挙でジャクソン大統領が民主党の同僚マーティン・ヴァン・ビューレンの選挙を請け負ったのだが、オハイオ州は、トレド戦争の間にジャクソンがオハイオ住民の指示を得ようと努力したにもかかわらず、ホイッグ党候補者のウィリアム・ハリソンに投票した。

## その後の歴史
「凍結した会議」当時、オハイオ州は紛争に勝利したように見えた。アッパー半島は、地域に出入りするほとんどすべての関係者に、まったく価値のない荒れ地と考えられていた。キーウィーノー半島での銅とアッパー半島西部での鉄の発見で、この土地に莫大な鉱物資源が眠っていることが知られるようになった。この発見はその後20世紀まで長く続く鉱業ブームをもたらした。現在のトレド港の価値はオハイオ州に与えられて、両方の州が紛争から利益を得たものと無理なく考える事ができる。この紛争の唯一の敗者はウィスコンシン州である。紛争当事者でなかったウィスコンシンは、ミシガン州がトレド・ストリップを失いさえしなければ、アッパー半島の豊かな鉱物資源を手中にできたはずであった。

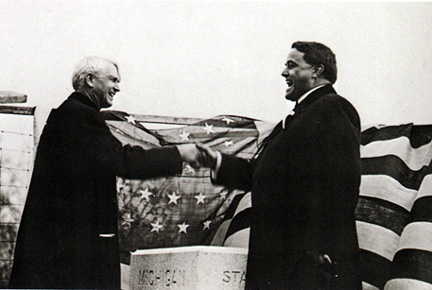
1915年に建立された州境の標識をはさんで「休戦」の握手をするミシガン州知事のウッドブリッジ・ネイザン・フェリスとオハイオ州知事フランク・B・ウィリス

正確な境界の場所についての見解の違いは、1915年に決定的な再測量が行われるまで続いた。再測量の手順は、厳密にハリス線をたどるように測量士に普通に要求していたが、しかしこの時、測量士はところどころで線から逸れた。これは、居住州を変える対象になる境界近くのある居住者、あるいは境界の両側をまたぐ区画を持つ土地所有者が出る状況を阻止した。1915年の測量は、幅30cm高さ45cmの71個の花崗岩の標識で線引きされた。完成に際して、二つの州の知事、ミシガンのウッドブリッジ・ネイザン・フェリスとオハイオのフランク・B・ウィリスは、境界で握手をした。
もともとの北西部条例線の痕跡は、今もオハイオ北西部とインディアナ北部で見ることができる。オハイオ州の境界の郡部の多くの町村の境界と同様に、オハイオ州オタワ郡の北の境界はそれをたどっている。多くの昔の南北に走る道路は、境界と交差する地点で消失し、北へ行く目的の交通は東へ方向転換しなければならない。条例線は、アメリカ地質調査所の地形図では「南[境界]ミシガン測量」と識別されていて、ルーカス郡とフルトン郡の条例線は、オハイオの道路地図に「Old State Line Road」と記されている。

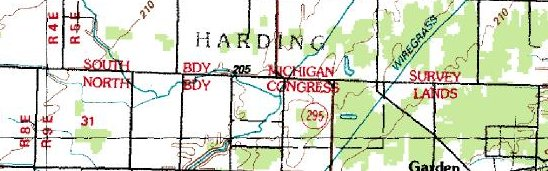
アメリカ地質調査所の地形図。かつての北西部条例線が「South Bdy Michigan Survey」と記されている。この線には多くの南北に走るふぞろいの道が繋がっている

20世紀前半に土地の境界が堅く設定されたものの、二つの州はまだ東の、エリー湖の境界の軌道に合意していなかった。1973年、二つの州は、彼らの係争するエリー湖の水の領有の主張を、最終的に合衆国最高裁判所での審問を得ることになった。ミシガン州対オハイオ州の裁判では、法廷は特別補助裁判官の報告を支持し、エリー湖における二つの州の間の境界は、オハイオの州憲法で示されているように、北東に傾いていて、東西にまっすぐ走る線ではないと裁定した。判決のひとつの結論は、モーミー湾のすぐ外側にある小さなタートル島で、もともとはミシガンにすべて帰属していたが、これは二つの州に分けられた。この判決が最後の境界の調停で、公式の境界線をめぐる長年の議論は終わった。
現代では、 両州間の紛争は、主にアメリカンフットボールにおけるミシガン大学とオハイオ州立大学の一世紀以上にもわたる対立関係に限定されている。トレド地域では、両大学の大勢のファンがやってきて、コロンバスと同じ州にありながらアナーバーと地理的に近いことで、ファンはほぼ対等に分かれている。

## 註
1. ↑  Northwest Ordinance; July 13, 1787. The Avalon Project at Yale Law School (accessed May 12, 2006).
2. ↑  John Mitchell's Map, An Irony of Empire Archived 2008年5月20日, at the Wayback Machine.
3. ↑  Mitchell map Archived 2006年5月23日, at the Wayback Machine.. University of Southern Maine (accessed May 12, 2006).
4. ↑   Mendenhall, T.C. & Graham, A.A. (1896). Boundary Line Between Ohio and Indiana, and Between Ohio and Michigan. 4 Ohio Archaeological and Historical Quarterly 127, 154.
5. ↑  Ibid.
6. ↑   Ibid. at 153.
7. ↑   Ibid.
8. ↑   Ibid at 206.
9. 1 2 3  Geography of Michigan
and the Great Lakes Region The Toledo War Archived 2006年8月20日, at the Wayback Machine.. Michigan State University (accessed May 12, 2006).
10. 1 2  Mendenhall & Graham, op. cit. at 162.
11. 1 2 3 4 5 6  The Toledo War.  Michigan Department of Military and Veteran Affairs (accessed May 12, 2006).
12. 1 2 3  Mendenhall & Graham,  op. cit., at 154.
13. ↑   The Great Black Swamp Historic Perrysburg Archived 2007年2月18日, at the Wayback Machine. (accessed May 12, 2006).
14. 1 2  Meinig (1993), pp. 357, 363, 436, and 440.
15. ↑  The Great Black Swamp Archived 2007年2月18日, at the Wayback Machine..  Historic Perrysburg (accessed May 12, 2006).
16. ↑   Sherman, C.E. and Schlesinger, A.M. 1916. Final  Report, Ohio Cooperative Topographic Survey Vol 1, Ohio-Michigan Boundary
17. ↑  Mendenhall & Graham,  op. cit., at 167.
18. ↑  Tod B. Galloway (1896). The Ohio-Michigan Boundary Line Dispute 4 Ohio Archaeological and Historical Quarterly 208
19. ↑  S.013 Monument. Detroit Historical Society and Detroit Historical Society (accessed August 10, 2006).
20. ↑  Important Dates in Michigan's Quest for Statehood.  State of Michigan (accessed May 12, 2006).
21. ↑   
Tod B. Galloway (1895). The Ohio-Michigan Boundary Line Dispute 4 Ohio Archaeological and Historical Quarterly 213
22. ↑  Way, Willard V. (1869). Facts and Historical Events of the Toledo War of 1835. 17 (Making of America Books)
23. ↑  Galloway, op. cit., at 214.
24. ↑  Ibid.
25. ↑  Way, op. cit., at 19.
26. ↑  Ibid.
27. ↑  Galloway, op. cit., at 216.
28. ↑  Wittke, Carl. (1936). The Ohio-Michigan Boundary Dispute Re-examined. 45 Ohio Archaeological and Historical Quarterly 299, 303
29. 1 2  Mitchell, Gordon (July, 2004).  Corner: Ohio-Michigan Boundary War. Part 2. 24 Professional Surveyor Magazine 7.
30. ↑  Galloway, op. cit., at 214.
31. ↑   The Ohio Michigan Boundary War : Battle of Phillips Corners Marker #2–26 Archived 2015年11月22日, at the Wayback Machine..  Remarkable Ohioan (accessed May 13, 2006).
32. ↑  Galloway, op. cit., at 217.
33. ↑  Wittke, op. cit., at 306.
34. ↑  Galloway, op. cit., at 220.
35. ↑  Ibid.
36. ↑  Ibid. See also Baker, Patricia J. Stevens Thompson Mason.  State of Michigan (accessed May 13, 2006).
37. ↑  Galloway,  op. cit., at 227.
38. ↑  Way, op. cit. at 28.
39. ↑  Ibid.
40. ↑   Ibid. at 29.
41. 1 2  Ibid.
42. ↑  Wittke,  op. cit., at 306.  Two Stickney's brothers, One and Three, were also active in the fight.
43. ↑  Dunbar, Willis F. and May, George S. MICHIGAN: A History of the Wolverine State. 216.
44. ↑  Galloway, op. cit., at 221.
45. ↑  Mendenhall & Graham, op. cit., at 199.
46. ↑  Galloway, op. cit. Archived 2007年3月18日, at the Wayback Machine., at 228.
47. ↑  Wittke,  op.cit., at 318.
48. ↑  Baker, Patricia J. Stevens Thompson Mason.  State of Michigan (accessed May 13, 2006).
49. ↑  Wittke,  op. cit., at 318.
50. ↑  Ibid. at 318.
51. ↑  Michigan Quarter, U.S. Mint (accessed May 13, 2006).
52. ↑  Wittke, op. cit., at 318.
53. ↑  Ibid.
54. ↑  History of the Upper Peninsula Archived 2006年9月5日, at the Wayback Machine..  Northern Michigan University (accessed May 13, 2006).
55. ↑  Terra Server USA.  Microsoft (accessed May 13, 2006).
56. ↑  “Lucas County map” (PDF). 2007年1月8日閲覧。
57. ↑  Michigan v. Ohio, 410 U.S. 420 (1973). Findlaw (accessed May 13, 2006).
58. ↑   A brief history of Turtle Island Captain-Johns.com (PDF) (accessed May 13, 2006).
59. ↑  Emmanuel, Greg (1960). The 100-Yard War : Inside the 100-Year-Old Michigan-Ohio State Football Rivalry at 8-9.  Emmanuel's first chapter, "Hate: The Early Years," cites the origins of the 100-year competition between the two football teams as being borne out of the unfulfilled bloodlust of the militia troops.

## 参照
- Dunbar, Willis F. & May, George S.  (1995). MICHIGAN: A History of the Wolverine State. Third Revised Edition.
- Emmanuel, Greg (1960). “Hate: The Early Years”. The 100-Yard War : Inside the 100-Year-Old Michigan-Ohio State Football Rivalry. New York: John Wiley & Sons. pp. 9–10. ISBN 0-471-67552-0
- Galloway, Tod B. (1895). The Ohio-Michigan Boundary Line Dispute.  4 Ohio Archaeological and Historical Quarterly 213.
- Meinig, D.W. (1993). The Shaping of America: A Geographical Perspective on 500 Years of History. Volume 2, Continental America, 1800–1867, Yale University Press, New Haven. ISBN 0-300-05658-3
- Mendenhall, T.C. & Graham, A.A. (1895). Boundary Line Between Ohio and Indiana, and Between Ohio and Michigan. 4 Ohio Archaeological and Historical Quarterly 127.
- Mitchell, Gordon (July, 2004). History Corner: Ohio-Michigan Boundary War, Part 2. 24 Professional Surveyor Magazine 7.
- Way, Willard V. (1869). Facts and Historical Events of the Toledo War of 1835. (Making of America Books)
- Wittke, Karl. (1895). The Ohio-Michigan Boundary Dispute Re-examined. 45 Ohio Archaeological and Historical Quarterly 299.